# US-amerikanische Badmintonmeisterschaft 2012
Die US-amerikanische Badmintonmeisterschaft 2012 fand Ende April 2012 im Orange County Badminton Club in Orange, Kalifornien, statt.

## Medaillengewinner
| Disziplin    | Gold                                 | Silber                    | Bronze                             |
| ------------ | ------------------------------------ | ------------------------- | ---------------------------------- |
| Herreneinzel | Sattawat Pongnairat                  | Hock Lai Lee              | Agusriadi Wijaya Amphie            |
| Herreneinzel | Sattawat Pongnairat                  | Hock Lai Lee              | Howard Shu                         |
| Dameneinzel  | Bo Rong                              | Sharon Ng                 | Jamie Subandhi                     |
| Dameneinzel  | Bo Rong                              | Sharon Ng                 | Priscilla Lun                      |
| Herrendoppel | Halim Haryanto Chandra Kowi          | Howard Bach Phillip Chew  | Sameera Gunatileka Vincent Nguy    |
| Herrendoppel | Halim Haryanto Chandra Kowi          | Howard Bach Phillip Chew  | Kyle Emerick Sarun Vivatpatankul   |
| Damendoppel  | Grace Peng Yun Lee Joo Hyun          | Daphne Ng Bo Rong         | Jamie Subandhi Kuei Ya Chen        |
| Damendoppel  | Grace Peng Yun Lee Joo Hyun          | Daphne Ng Bo Rong         | Cherie Chow Christine Yang         |
| Mixed        | Leonard Holvy de Pauw Grace Peng Yun | Kyle Emerick Kuei Ya Chen | Sarun Vivatpatankul Jamie Subandhi |
| Mixed        | Leonard Holvy de Pauw Grace Peng Yun | Kyle Emerick Kuei Ya Chen | Chandra Kowi Lisa Chang            |